# 5-MeO-MiPT

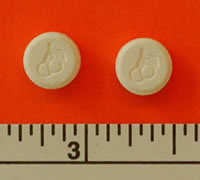
5-MeO-MiPT药片

5-MeO-MiPT（5-甲氧基-N-甲基-N-异丙基色胺）是一种色胺衍生物，化学式为C15H22N2O，可作为致幻剂、迷幻药物和宗教致幻劑。